# Scott, Quận Sheboygan, Wisconsin
Scott là một thị trấn thuộc quận Sheboygan, tiểu bang Wisconsin, Hoa Kỳ. Năm 2010, dân số của thị trấn này là 1.805 người.